# T-28坦克
T-28坦克是蘇聯研製的一種中型坦克，於1931年完成設計，從1932年晚期開始生產。T-28的設計主旨是用來支援步兵以突破敵人的堅強防線，該車也被設計為用來配合T-35重型坦克進行作戰，兩車也有許多零件通用。

## 生產歷史

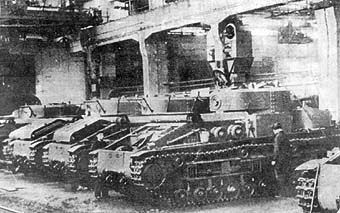
生產線上的T-28

T-28坦克在許多方面的設計都類似於英國的維克斯A1E1獨立號坦克。儘管該坦克只有一輛在1926年製造出的原型車，但還是重重地影響了兩次大戰期間的坦克設計。1930年，由金茲堡率領蘇聯採購團至英國，試圖從英國購入最新穎的裝甲車輛技術也一併購入在蘇聯生產的專利授權。蘇聯採購團中意的車型一款是獨立號，另一款則是維克斯六噸戰車。基於保密，維克斯當時拒絕了蘇聯採購團購入獨立號實車的意圖，但提出妥協方案。
1. 一次付清2萬英鎊（等於1930年的20萬盧布），英國將出售設計與開發相關知識。
2. 向維克斯公司訂購10輛不附武器的獨立號戰車，每輛1萬6千英鎊（16萬盧布）。
3. 不採購獨立號，僅採購卡登·洛伊德超輕型戰車與維克斯六噸戰車。

由於開價高昂，蘇聯代表團放棄向英國採購獨立號的計畫，僅依照考察獨立號的經驗去開發出類似她的多砲塔戰車。新戰車的草案由軍事技術學院下的機械化學院（現彼得大帝戰略火箭軍事學院）與VOAO設計局（由金茲堡在1931年1月28日成立的戰車開發單位）競爭。在1931年7月時兩間單位的草案皆已出爐，最後蘇聯上層決定由VOAO設計局方案開發。金茲堡的技術草案大體上依循著獨立號戰車規格與火力布局，車輛全重16公噸，主炮塔配備45公厘戰車炮、前方裝有2挺機槍，車體裝甲前方20公厘、側面16-17公厘、頂部10公厘、底部8公厘。動力則是從原用於飛機上的米庫林M-5發動機移植，該方案已經在BT-2戰車上運用。
1931年9月28日，蘇聯政府與VOAO設計局達成協議，在1932年5月1日前完成製圖與2輛原型T-28。第一輛原型車T-28-1在1932年5月出廠，於5月29日試車。T-28-1與原始設計不同處是動力換用輸出更強的M-17發動機，主炮因45公厘炮開發不及，換為已服役的37公厘PS-2戰車炮。1932年6月11日，蘇聯軍方要求在第二輛原型車上換用開發中的PGE柴油引擎與PS-3式76公厘戰車炮，並與T-28-1作對照測評。由於大幅度調整規格，1932年8月至9月設計局與工廠皆忙於修改設計，1932年10月蘇聯勞動與國防委員會即下令開始量產裝設76公厘炮版本的T-28戰車，下決議的這刻二號原型車則尚未出廠。
為量產T-28，蘇聯政府擇定由列寧格勒基洛夫工廠承攬全數工作，由於T-28在當時來說是款極度複雜的機械科技結晶，也只有基洛夫工廠具備足夠且老練的生產工人可以處理製造業務。1932年11月，設計工程圖運抵工廠，工廠開始生產T-28。不過從設計圖運到工廠後，問題就開始叢生。專用於生產T-28的MX-2廠區因製造設備耗損過度，不適合生產需要較高精度的零件，如油箱等。為了解決機具問題，一些第一次世界大戰期間採購的工具機被修復改造投入使用。另外部分零件基洛夫工廠也無力生產，最後轉包給列寧格勒的其它工廠製造。
第一批T-28戰車為數12輛，在1933年4月出廠。並在5月份參加紅場閱兵。但實際上這批戰車仍無法戰鬥，包括內部與外部無線電均未安裝、火炮光學瞄準具也在缺件狀態。因此在閱兵結束後全數皆返廠繼續趕工。
設T-28坦克於1933年8月11日被批准使用，但實際上T-28從生產到配備都還是一堆毛病待解決。原定1933年生產計劃應該完成90輛T-28，但最後僅產製41輛；為了根治量產問題，蘇聯再度向國外採購新型製造車床為MX-2廠區升級。1933年秋季，基洛夫工廠將T-28產線獨立為一個單獨戰車設計局（SKB-2），主任務就是讓T-28量產可以滿足上層開設標準。T-28的量產與承包在1934年大致解決，但是設計直到1936年才全數定稿，在定稿前實施了700多項設計修正。而1933-1935年生產的T-28各種毛病也是層出不窮，對基層部隊帶來相當沉重的後勤負荷。
1936年，苏联组织了四个使用T-28的重戰車旅——第1、4、5、6，它们分别部署在白俄罗斯军区、基辅军区、哈尔科夫和斯大林格勒军区，但是指挥权都归最高统帅部。1939年整编后它们又被更名为21、10、14、20重戰車旅。
在1933年至1941年這段時間裡，共有503輛T-28坦克被生產了出來，在1935年生產問題根治後，T-28的產製大抵上符合上層指標，僅有1937年因T-29戰車的研製支援因此暫緩了量產T-28的進度。雖然該種車在戰鬥上的設計並未十分成功，但對蘇聯設計師來說是一個重要的里程碑，包括一系列在T-28坦克上進行的試驗，對未來的坦克發展有一定程度的影響。

## 戰鬥歷史
在1933年後，T-28一直是紅場閱兵、列寧格勒閱兵、基輔閱兵的常客；但要到1939年，T-28才正式投入戰場，原因還是受機械故障拖累，基層評價一直不高。
1935年12月12日，人民國防委員會下令將戰車團改制為重戰車旅，重戰車旅編制為3戰車營、1訓練營、1戰鬥支援營與其它若干部隊，旅配備54輛T-28、16輛BT坦克、18輛T-26、3輛噴火戰車與相關支援車輛，重戰車旅編制人數1,400人。1936年5月21日，人民國防委員會命令要求重戰車旅改制配備在軍區司令部下，重戰車旅的主要任務確立為「為步兵突破防禦陣地時的強化配置」
1939年9月，第10重戰車旅（98輛）、第21重戰車旅（105輛）投入入侵波蘭，儘管在進軍期間未爆發實兵交火，但在這350至400公里的長時間進軍中，T-28的機械可靠度讓部隊稍微對它有些許信心。
對付芬蘭的冬季戰爭是T-28首度被戰火洗禮，投入的單位是蘇聯陸軍第20重戰車旅，在1939至1940年的這場戰爭中僅有該旅配備T-28。21旅配有105輛T-28、5輛BT-5、21輛BT-7、11輛BHM-3噴火戰車、20餘輛裝甲車以及額外支援卡車，全旅兵力編制2936人。T-28的主要任務是突破芬蘭軍的曼納海姆防線，由於T-28車身高聳，可以在厚達80-90公分的積雪上穩定前進，龐大的車體也可有效橫越芬蘭軍挖掘的反戰車壕，並摧毀芬蘭碉堡。
在1939年11月30日至1941年3月13日間，21旅的損失有：
564人死傷，169人死亡
損失482輛戰車，155輛遭火炮擊毀、77輛被地雷炸毀、30輛被燒毀、21輛在湖泊或沼澤中淹沒、2輛遭芬蘭軍擄獲、197輛因機械故障損失。
由於戰場位置接近基洛夫工廠，後勤料件上的充沛供應，21旅損失雖大，但大致上未失去戰力。這482輛損失全為T-28之紀錄，有386輛是屬於可修復，維修後返回作戰；除了一開始編入的105輛T-28，在戰爭期間21旅得到67輛戰車補充，因此所有的戰車大多是遭到2-3次摧毀回收修復再戰，其中甚至有者修復達5次之多。在戰後統計，真正損失至不可修復的T-28僅有32輛（30輛燒毀、2輛遭俘），而這30輛後來又修復了11輛，21旅在整場戰車實際損失只有19輛。
。

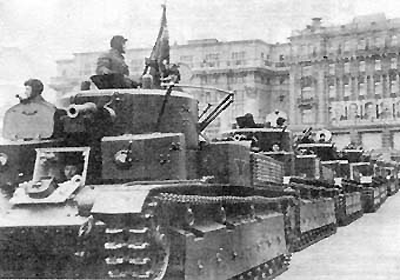
附有無線電天線的T-28坦克

芬軍於冬季戰爭中共繳獲2輛T-28，之後又在繼續戰爭裡繳獲另外5輛，總計為7輛。
蘇聯在1941年6月德軍入侵時約有411輛T-28坦克，在1941年的標準已經過時，且1940年後蘇聯裝甲部隊也開始改制，過去的重戰車旅被升格為紅軍裝甲師，原先操作T-28的單位將舊裝備淘汰給其它單位。大部分的T-28坦克都在入侵後頭2個月就損失了，多為機械故障而被棄置。有些T-28坦克參與了1941年冬季保衛列寧格勒和莫斯科的戰鬥，但在1941年晚期後，T-28在紅軍服役的數量已極為稀少，並有少部份被敵軍繳獲使用。
今天仍有3輛T-28坦克保存著，兩輛於芬蘭，一輛於莫斯科。芬蘭所保留的T-28於帕羅拉坦克博物館，該車還漆有芬軍的野戰塗裝。

## 評價
儘管T-28坦克在1941年裡被視為無用的武器而且在它之前也有若干重型坦克问世（如法国Char 2C），它還是有其價值。推出后數年裡，國際上沒有中型坦克能與T-28相比。T-28擁有當時算是先進的現代化裝備，如全部T-28都有無線電。在二戰爆發後，由於經過裝甲的升級，使它的防護力不低於四號坦克早期型，儘管它的懸掛和設計已經過時了。
T-28坦克擁有明顯的缺陷，該活塞彈簧懸吊系統較差，但其他在二戰坦克上使用的優良懸吊裝置在T-28出現時都還未發展。該車在發動機和變速箱也有缺陷，最糟糕的是設計缺乏彈性。儘管T-28與四號坦克早期型的裝甲與火力相當，但四號坦克是以良好的基礎設計而製的，T-28卻是在一個糟糕的基礎設計上改良的。
對紅軍來說，不幸的是T-28在1939的戰鬥中就已顯露出問題。在1930年代以高速懸吊裝置為基礎所發展出的牽引式反坦克砲，除了提高反坦克能力外，也提昇了坦克本身的火力，但西班牙內戰中的實戰經驗中證明，小型的步兵單位可以藉由牽引式反坦克砲擊毀現代化的坦克，以致於世界各國的坦克在低裝甲下顯得極為脆弱。
儘管損失慘重，冬季戰爭中，裝備了T-28的紅軍第20坦克旅仍完成了其使命：突破曼納海姆防線。作為一種步兵支援、專掩護步兵以突破敵人堅強據點的坦克，T-28算是1930年代早期的成功設計。

## 變形
- T-28 1934型或稱T-28A — 主要的生產版本，擁有相同的機槍砲塔和與T-35重型坦克相同的主砲塔，搭載27/32型76.2公釐主砲。
- T-28 1938型或稱T-28B —裝備了改良的L-10 76.2公釐主砲（倍徑由16.5提升至26），還增加了主砲穩定系統與更進步的M-17L型引擎。
- T-28E或稱T-28C — 由於在1940年對芬蘭的作戰表現太差，將其前部裝甲提昇至80公釐，車重達32噸，時速則降到了23公里。
- T-28 1940型 —最後一批的生產版本，擁有和T-35相同的錐形砲塔。
- OT-28 — 火焰發射車的版本。

### 試驗車
一些自走砲、IT-28架橋坦克和一些工程車輛曾試著以T-28的底盤進行改裝，但最後都沒有量產。另外還有搭載克里斯第懸吊系統的改良型T-29中型坦克， —其後期版本被認為是與T-34競爭的下一代蘇聯主力中型戰車，但因為其基礎設計已經老舊而不被採用。T-28坦克還曾裝載KV-1坦克的懸吊系統以進行測試。
T-28曾在1939至1940年期間進行F-30型85毫米戰車砲、F-39型95毫米戰車砲、ZIS-4型57毫米反戰車砲搭載試驗。

## 用戶
- 蘇聯
- 芬蘭 –於冬季戰爭和繼續戰爭中繳獲了蘇聯7輛T-28。
- 匈牙利 – 匈牙利陸軍有使用一輛於1941年夏季繳獲的T-28[6]。
- 納粹德國 – 德國至少於巴巴羅薩作戰中，繳獲並用以作戰一輛T-28，並將其命名為Panzerkampfwagen T-28 746(r)[7][8]。
- 土耳其 – 根據一消息來源指出，蘇聯於1935年賣出了2輛T-28給土耳其，並和另外60輛T-26、5輛T-27小坦克和約60輛的BA-6的裝甲車於呂萊布爾加茲（Luleburgaz）組成了第2騎兵師中的第1坦克團[9]。
- 西班牙第二共和國 – 根據一些資料來源指出，有一輛T-28被派往1936年至1939年的西班牙內戰幫助共和政府一派，但具體戰鬥紀錄不明[10]。

### 引用
1. ↑  Kantakoski, pp. 107-108.
2. ↑  Kantakoski p. 108
3. ↑  Zaloga 1997
4. ↑  Zaloga 1997, p. 13.
5. ↑  Zaloga 1997, p 7
6. ↑  Zaloga 1997, p 11.
7. ↑  .   [2012-07-08]. （原始内容存档于2012-07-08）.
8. ↑  .   [2012-07-08]. （原始内容存档于2012-07-08）.
9. ↑  Zaloga 1984, p 108.
10. ↑  Zaloga 1984, p 109.

## 外部連結
- T-28 Medium Tank Development History and Combat Employment.
- Extensive documentation（页面存档备份，存于） in the Medium Tanks section of the page (rkkaww2.armchairgeneral.com)
- U.S. WWII Newsmap, "Russian Armored Vehicles", hosted by the UNT Libraries Digital Collections（页面存档备份，存于）
- Multi-turret tanks photos（页面存档备份，存于） at War is Over
- T-28 tanks photos（页面存档备份，存于） T-28 Tanks in museums.